# Línea de influencia

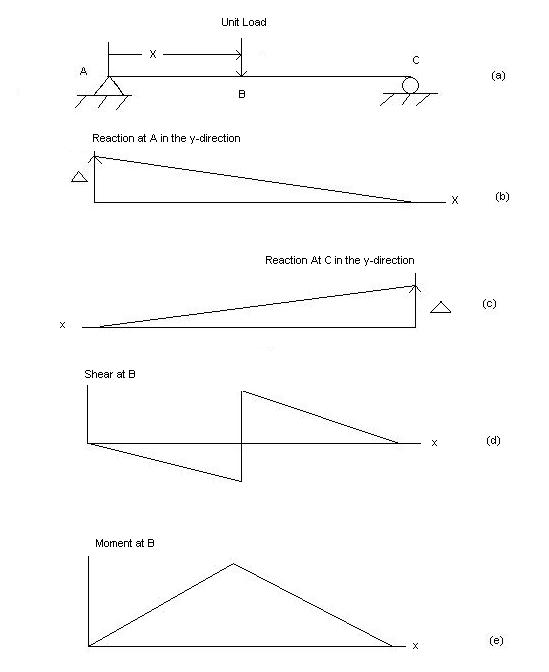
Figura 1: (a) Se muestra una viga simplemente apoyada con una carga unitaria a una distancia x desde el apoyo izquierdo. Sus líneas de influencia para cuatro funciones diferentes: (b) La reacción en el apoyo A de la izquierda, (c) La reacción en el apoyo C de la derecha, (d) el cortante en el punto B de la viga y (e) el momento en el punto B.

Las líneas de influencia desempeñan un papel importante en el diseño de puentes, vigas carrilera de grúas-puente, cintas transportadoras, y cualquier otro tipo de estructura en las que el punto de aplicación de las cargas se mueve a lo largo de su luz. Estas cargas se denominan cargas móviles. Un ejemplo típico es el peso de un vehículo que circula por un puente. El caso contrario sería el peso propio de una viga que es una carga que permanece prácticamente constante, y es por tanto una carga permanente.

## Campo de aplicación
Para diseñar estructuras sometidas a cargas móviles es necesario conocer cual es el valor de las acciones por estas cargas en todos los puntos de aplicación posibles, para así poder determinar el máximo valor con fines de diseño. 
Una forma de obtener el valor del momento flector y el esfuerzo cortante correspondiente a las distintas posiciones de la carga móvil sería determinarlos para cada punto como si fueran cargas fijas, sin embargo el problema se simplifica usando el concepto de línea de influencia.

## Concepto
La línea de influencia representa la variación de las reacciones de momento o cortante en un punto específico de un miembro a medida que una fuerza concentrada se desplaza a lo largo del miembro. Una vez que esta línea es construida se puede determinar fácilmente cuál es la posición de la carga en la estructura que provocaría la mayor influencia en un punto especificado. Además a partir de los datos del diagrama de influencia podemos calcular la magnitud de los esfuerzos de momento y cortante, e incluso el valor de la deformación en ese punto.